# Safety Harbor
Safety Harbor és una població dels Estats Units a l'estat de Florida. Segons el cens del 2000 tenia 17.203 habitants.

## Demografia
Segons el cens del 2000, Safety Harbor tenia 17.203 habitants, 7.084 habitatges, i 4.845 famílies. La densitat de població era de 1.350 habitants/km².
Dels 7.084 habitatges en un 28,8% hi vivien nens de menys de 18 anys, en un 56,3% hi vivien parelles casades, en un 9,1% dones solteres, i en un 31,6% no eren unitats familiars. En el 25,2% dels habitatges hi vivien persones soles el 8,5% de les quals corresponia a persones de 65 anys o més que vivien soles. El nombre mitjà de persones vivint en cada habitatge era de 2,37 i el nombre mitjà de persones que vivien en cada família era de 2,85.
Per edats la població es repartia de la següent manera: un 21,8% tenia menys de 18 anys, un 4,9% entre 18 i 24, un 28,6% entre 25 i 44, un 27,4% de 45 a 60 i un 0% 65 anys o més.
L'edat mediana era de 42 anys. Per cada 100 dones de 18 o més anys hi havia 87,1 homes.
La renda mediana per habitatge era de 51.378 $ i la renda mediana per família de 59.911 $. Els homes tenien una renda mediana de 41.883 $ mentre que les dones 31.165 $. La renda per capita de la població era de 28.632 $. Entorn del 3,6% de les famílies i el 5,6% de la població estaven per davall del llindar de pobresa.

## Poblacions més properes
El següent diagrama mostra les poblacions més properes.